# Hans-Joachim Martens
Hans-Joachim Martens (* 28. Februar 1925 in Berlin; † 3. März 2018 ebenda) war ein deutscher Schauspieler und Regisseur.

## Leben
Nach dem Abitur studierte Hans-Joachim Martens Malerei und Kunstgeschichte, um anschließend die Schauspielschule am Deutschen Theater in Berlin zu besuchen. Hier erhielt er 1951 auch sein erstes Engagement. Kurz darauf ging er an das Maxim-Gorki-Theater Berlin und wurde 1953 von Fritz Wisten an das Theater am Schiffbauerdamm geholt, dessen Ensemble noch im gleichen Jahr in die wiederaufgebaute Volksbühne Berlin umzog. Ab 1964 widmete er sich hier verstärkt der Regiearbeit. Von Februar bis Juli 1967 wirkte er als Intendant am Theater der Bergarbeiter in Senftenberg. Nach seiner Rückkehr an die Volksbühne wurde Hans-Joachim Martens im August 1971 fest an das Metropol-Theater Berlin als Regisseur verpflichtet. Neben seiner Bühnentätigkeit drehte er mehrere Filme als Schauspieler bei der DEFA und war auch über längere Zeit beim Fernsehen der DDR beschäftigt.
Hans-Joachim Martens war mit der Schauspielerin Ingrid Rentsch verheiratet, die ihren Sohn Florian Martens, aus einer Beziehung mit Wolfgang Kieling, mit in die Ehe brachte.

## Filmografie

### Als Darsteller
- 1951: Die Meere rufen
- 1956: Besondere Kennzeichen: keine
- 1957: Betrogen bis zum jüngsten Tag
- 1958: Der Prozeß wird vertagt
- 1958: Klotz am Bein
- 1959: Reifender Sommer
- 1963: Geheimarchiv an der Elbe
- 1968: Ich – Axel Cäsar Springer (Fernsehfilm, Teil 3: Seid nett zueinander)
- 1971: Rottenknechte (Fernsehfilm, 5 Teile)
- 1971: Avantgarde (Theateraufzeichnung)
- 1973: Polizeiruf 110: Gesichter im Zwielicht
- 1980: Polizeiruf 110: Vergeltung?
- 1994: Elbflorenz (Fernseh-Serie, Teil 13: Ende eines Traums)

### Als Regisseur
- 1960: Der Raub der Sabinerinnen (Fernsehfilm)
- 1962: Blick auf Philadelphia (Fernsehfilm)
- 1970: Unser Haus steht Kopp (Fernsehfilm)
- 1971: Lass das mal den Josef machen! (Fernsehfilm)

## Theater (Schauspieler)
- 1952: Miroslav Stehlik nach A. S. Makarenkow: Der Weg ins Leben – Regie: Werner Schulz-Wittan/Achim Hübner (Maxim-Gorki-Theater Berlin)
- 1952: Boris Lawrenjow: Für die auf See (Junger Offizier) – Regie: Maxim Vallentin (Maxim-Gorki-Theater Berlin)
- 1954: Wassili Schwarkin: Ein fremdes Kind (Jakow) – Regie: Robert Trösch (Volksbühne Berlin)
- 1955: Pedro Calderón de la Barca: Der Richter von Zalamea – Regie: Martin Hellberg (Volksbühne Berlin)
- 1955: Johann Wolfgang von Goethe: Götz von Berlichingen (Georg) – Regie: Fritz Wisten (Volksbühne Berlin)
- 1956: Gerhart Hauptmann: Die Ratten (Spitta) – Regie: Walther Suessenguth (Volksbühne Berlin)
- 1956: William Shakespeare: Ein Sommernachtstraum (Lysander) – Regie: Fritz Wisten (Volksbühne Berlin)
- 1956: Johannes Wüsten: Bessie Bosch (Prologus) – Regie: Heinrich Goertz (Volksbühne Berlin – Theater im III. Stock)
- 1956: Günther Rücker: Harlekin und Columbine – Regie: Werner Stewe (Volksbühne Berlin – Theater im III. Stock)
- 1958: Pavel Kohout: So eine Liebe – Regie: Otto Tausig (Volksbühne Berlin)
- 1958: Ernst Toller: Feuer aus den Kesseln – (Volksbühne Berlin – Theater im III. Stock)
- 1960: Lajos Mesterházi: Menschen von Budapest – Regie: Fritz Wisten (Volksbühne Berlin)
- 1961: Hedda Zinner: Ravensbrücker Ballade (Lagerarzt) – Regie: Fritz Wisten (Volksbühne Berlin)
- 1962: Konstantin Simonow: Der Vierte (Guiccardi) – Regie: Lothar Bellag (Volksbühne Berlin – Theater im III. Stock)
- 1966: Max Frisch: Andorra (Judenschauer) – Regie: Fritz Bornemann (Volksbühne Berlin)

## Theater (Regisseur)
- 1964: Manfred Bieler: Nachtwache – (Volksbühne Berlin – Theater im III. Stock)
- 1964: John Boynton Priestley: Die skandalöse Affäre von Mr. Kettle und Mrs. Moon – (Volksbühne Berlin – Theater im III. Stock)
- 1966: Jean Anouilh: Jeanne oder die Lerche – (Volksbühne Berlin)
- 1967: Friedrich Schiller: Kabale und Liebe – (Volksbühne Berlin)
- 1968: Frei nach William Shakespeare: Die lustigen Weiber von Windsor – Regie: mit Harald Engelmann/Volkmar Neumann (Volksbühne Berlin)
- 1968: Armand Gatti: V wie Vietnam – Regie: mit Wolfgang Pintzka (Volksbühne Berlin)
- 1970: Helmut Bez/Jürgen Degenhardt (nach Franz und Paul von Schönthan): Bretter, die die Welt bedeuten – (Metropol-Theater Berlin)
- 1971: Conny Odd/Maurycy Janowski: Karambolage – (Metropol-Theater Berlin)
- 1972: Rainer Northmann/Joachim Gocht: Liebe mit Verlängerung – (Metropol-Theater Berlin)
- 1973: Gerd Natschinski/Helmut Bez/Jürgen Degenhardt: Mein Freund Bunbury – (Metropol-Theater Berlin)
- 1974: Jerome David Kern: Show Boat – (Metropol-Theater Berlin)
- 1976: Neil Simon/Cy Coleman: Sweet Charity – (Metropol-Theater Berlin)
- 1977: Alexander Kolker/Kim Ryshow (nach Aleksandr Sukhovo-Kobylin): Kretschinskis Hochzeit – (Metropol-Theater Berlin)
- 1979: Béla Szakcsi Lakatos/Geza Csemer: Die rote Karawane – (Metropol-Theater Berlin)
- 1980: Jacques Offenbach/Eugène Scribe/Mélesville: Die verwandelte Katze – (Metropol-Theater Berlin – Probebühne)
- 1981: Krzystof Pankiewicz/Marek Alaszewski: Mitsommernachtstraum – (Metropol-Theater Berlin)
- 1982: Helmut Bez/Jürgen Degenhardt (nach Franz und Paul von Schönthan): Bretter, die die Welt bedeuten – (Metropol-Theater Berlin)
- 1983: Emmerich Kálmán: Gräfin Mariza – (Metropol-Theater Berlin)
- 1984: Oskar Felzmann/Wladimir Poljakow: Die Tante aus Brasilien – (Metropol-Theater Berlin)

## Hörspiele
- 1958: Wera Küchenmeister/Claus Küchenmeister: Damals achtzehn – neunzehn (Erich) – Regie: Helmut Hellstorff (Dokumentarhörspiel – Rundfunk der DDR)
- 1959: Joachim Ret: Die Zange (Börner) – Regie: Werner Grunow (Hörspiel – Rundfunk der DDR)
- 1964: Martine Monod: Normandie-Njemen – Bearbeitung und Regie: Fritz Göhler (Kinderhörspiel – Rundfunk der DDR)
- 1973: Arne Leonhardt: Schach der Dame oder Wie ich zu einem Mann kommen sollte (Rolf) – Regie: Werner Grunow (Hörspiel – Rundfunk der DDR)
- 2002: Marianne Weil/Stefan Dutt: Legionäre, Guerilleros, Saboteure – Regie: Marianne Weil/Stefan Dutt (Ein sozialistisches Gesamthörspiel – DLR)

## Synchronrollen (Auswahl)
- 1957: Giorgio Listuzzi als Natale Pilon in Das Dach